# Heren van Condé-en-Brie
De titel heer van Condé-en-Brie is een adellijke titel die sinds de dertiende eeuw gevoerd werd
de heerlijkheid van Condé-en-Brie is niet te verwarren met de heerlijkheid Condé-sur-l'Escaut.
In de XVI eeuw wordt deze heerlijkheid verheven tot een prinsdom en geeft het zijn naam aan het huis de Condé, een zijtak van de Franse koningen.
De heerlijkheid van Condé-en-Brie behoorde tot de dertiende eeuw tot het huis Montmirail om vervolgens te vervallen aan het eerste en dan het tweede huis van Coucy. Wanneer in de vroege vijftiende eeuw de laatste telg overlijdt, gaat de heerlijkheid naar het huis Scarpone, vervolgens aan de graven van Saint-Pol om daarna aan het huis van Luxemburg toe te komen. 
Via het huwelijk van Maria van Luxemburg met Frans de Bourbon-Vendôme komt de heerlijkheid terecht in het patrimonium van het huis van Bourbon. Hendrik II van Frankrijk creëerde de titel "Prins van  Condé" in 1557 voor Lodewijk de Bourbon-Vendôme. De heerschappij van Condé werd doorgegeven aan een jongere tak, het huis van Bourbon-Soissons en veranderde nog tweemaal van eigenaar door het huwelijk van Marie van Bourbon-Soissons met Thomas de Savoie-Carignan en de confiscatie door Lodewijk XIV in 1711. De titel "Prins van Condé" werd gevoerd tot het uitsterven van de tak in 1830.
Vandaag de dag komen de grenzen van het huidige kanton Conde-en-Brie bijna exact overeen met het territorium van het voormalige prinsdom Condé. 

## Heren van Condé
- Tot 1217: Jan de Montmirail
- 1217-1240: Jan II de Montmirail, zijn dochter was Isabella van Condé die getrouwd was met Jan I van Loon
- 1240-1262: Matthieu de Montmirail, broer van Jan
- 1262-1264: Marie de Montmirail, zus van Matthieu en gehuwd met Engelram III
- 1264-1311: Engelram IV
- 1311-1321: Engelram V, neef van Engelram IV
- 1321-1335: Willem
- 1335-1346: Engelram VI
- 1346-1397: Engelram VII
- 1397-1404: Maria, dochter van Engelram VII, gehuwd met Hendrik de Bar
- 1404-1415: Robert van Bar
- 1415-1462: Johanna van Bar, dochter van Robert, gehuwd met Lodewijk van Saint-Pol
- 1462-1476: Jan van Soissons
- 1476-1482: Peter II van Saint-Pol, broer van Jan
- 1482-1546: Maria van Saint-Pol, dochter van Peter, gehuwd met Frans van Bourbon-Vendôme
- 1546-1556: Kardinaal Lodewijk de Bourbon-Vendôme
- 1556-1569: Lodewijk I van Bourbon-Condé, neef van de eerste Prins van Condé.
- 1569-1615: Karel van Bourbon-Soissons
- 1615-1641: Lodewijk van Bourbon-Soissons
- 1641-1656: Maria van Bourbon-Soissons, de zus van Lodewijk, gehuwd met Thomas Frans van Savoye-Carignano
- 1646/1650-1656: Lodewijk Thomas van Savoye-Carignan (1657–1702), kleinzoon van Maria
- 1656-1673: Emanuel Filibert van Savoye-Carignano, oom van Lodewijk-Thomas
- 1673-1711: Victor Amadeus I van Savoye-Carignano, de zoon van Emmanuel Filibert
- 1711: de confiscatie door Lodewijk XIV
- 1711-1719: Victor Amadeus I van Savoye verkoopt in 1719 het vorstendom Condé aan Jean-François de La Faye Leriget

## Lijst van de Prinsen van Condé
- 1546-1569: Lodewijk I(1530-1569), eerste prins van Condé
- 1569-1588: Hendrik I (1552-1588), 2e prins van Condé
- 1588-1646: Hendrik II (1588-1646), 3e van Bourbon-Condé
- 1646-1686: Lodewijk II de Grote (1621-1686), 4e prins van Condé
- 1686-1709: Hendrik III (1643-1709), 5e prins van Condé
- 1709-1710: Lodewijk III (1668-1710), 6e prins van Condé
- 1710-1740: Lodewijk IV Hendrik (1692-1740), 7e Prins de Condé
- 1740-1818: Lodewijk V Jozef (1736-1818), 8e prins van Condé
- 1818-1830: Lodewijk VI Hendrik (1756-1830), 9e Prins van Condé